# Monte Calvario, Sinaloa
Monte Calvario är en ort i Mexiko.   Den ligger i kommunen Navolato och delstaten Sinaloa, i den västra delen av landet, 1 100 km nordväst om huvudstaden Mexico City. Monte Calvario ligger 15 meter över havet och antalet invånare är 307.
Terrängen runt Monte Calvario är mycket platt. Runt Monte Calvario är det ganska tätbefolkat, med 155 invånare per kvadratkilometer. Närmaste större samhälle är Navolato, 4,2 km öster om Monte Calvario. Trakten runt Monte Calvario består till största delen av jordbruksmark.